# West-malayo-polynesische Sprachen

Geographische Verbreitung der Untergruppen der westlichen malayo-polynesischen Sprachen

Die west-malayo-polynesischen Sprachen bilden eine Untergruppe der malayo-polynesischen Sprachen (neben Zentral-Ost-Malayo-Polynesisch mit seinen Untergruppen Zentral-Malayo-Polynesisch und Ost-Malayo-Polynesisch), die ihrerseits eine Untergruppe der austronesischen Sprachen darstellen. Die 445 Sprachen werden von 284 Millionen Sprechern, vor allem in Indonesien, Malaysia, auf den Philippinen und auf Madagaskar gesprochen. Bedeutende National- und Verkehrssprachen wie Indonesisch, Malaysisch, Javanisch, Tagalog und Malagasy sind west-malayo-polynesische Sprachen, weshalb dieser Zweig innerhalb der malayo-polynesischen und auch austronesischen Sprachen der am besten erforschte und bedeutsamste ist.